# Okwahu United
 (novembre 2018).
Si vous disposez d'ouvrages ou d'articles de référence ou si vous connaissez des sites web de qualité traitant du thème abordé ici, merci de compléter l'article en donnant les références utiles à sa vérifiabilité et en les liant à la section « Notes et références ».
Okwahu United est un club ghanéen de football basé à Nkawkaw. En décembre 2012, Stephen Abugri y est nommé entraineur.

## Histoire
Okwahu United fait ses premiers pas en première division ghanéenne lors de la saison 1982, qu'il termine à la 8e place. Il va se maintenir parmi l'élite durant vingt-trois saisons consécutives, excepté lors de la saison 1992-1993, passée en D2. Okwahu n'a jamais remporté le championnat, son meilleur classement est une 3e place, obtenue en 1986, 1987 et 1996. En 2004, le club échappe une première fois la relégation en s'imposant en barrage mais la saison suivante, Okwahu est relégué à la suite d'une défaite, après la séance de tirs au but face au club de D2 de All Blacks FC. C'est à ce jour la dernière apparition du club au plus haut niveau. Le club joue en troisième division lors de la saison 2011-2012.
En Coupe nationale, Okwahu a été plus performant avec une victoire et deux finales perdues. Le club remporte le titre dès sa première apparition en finale, en s'imposant face à Real Tamale United. Cette victoire permet au club de se qualifier pour la première fois de son histoire en compétition continentale. À la fin des années 1990, Okwahu parvient à deux reprises à disputer la finale, mais s'incline à chaque fois; en 1997 face à Ghapoha Readers et en 2000 face à Hearts of Oak SC, également vainqueur du championnat, ce qui permet théoriquement à Okwahu de participer à nouveau à la Coupe des Coupes.
Okwahu a participé à deux reprises à des compétitions continentales, deux fois en Coupe des Coupes.
En Coupe d'Afrique des vainqueurs de coupe de football 1987, le club s'impose au premier tour face aux Zaïrois de l'AS Kalamu puis s'incline en huitièmes de finale face au club togolais de l'Entente II Lomé. Lors de sa dernière participation, en Coupe d'Afrique des vainqueurs de coupe de football 2001, le club déclare forfait avant son entrée en lice dans la compétition, face aux Gabonais de l'AO Evizo.
Okwahu a disputé à plusieurs reprises la Coupe de l'UFOA, une compétition régionale africaine, réservée aux meilleurs clubs des championnats d'Afrique de l'Ouest non qualifiés pour les Coupes d'Afrique. En 1988, il atteint le dernier carré, en 1990, il échoue en quarts de finale et enfin, lors de sa dernière apparition africaine, en 1992, il perd à nouveau en demi-finale.
En 2016, Bryan Acheampong achète le club

## Palmarès
- Coupe du Ghana :
  - Vainqueur : 1986[3]
  - Finaliste : 1997, 2000, 2016

## Grands joueurs
- Charles Amoah
- Charles Akonnor
- Abdul Fatawu Dauda
- Anthony Yeboah